# Bandera de Sant Martí de Llémena
La bandera oficial de Sant Martí de Llémena té la següent descripció:
Bandera apaïsada, de proporcions dos d'alt per tres de llarg, verd fosc, amb la creu patent rectilínia grega, porpra, de l'escut, d'alçària 2/3 de la del drap, posada equidistant de les vores superior i inferior i a 13/54 de la de l'asta; i amb l'espasa groga, amb la punta a dalt, del mateix escut, d'alçària 8/9 de la del drap i amplària 1/6 de la llargària del mateix drap, sobreposada i centrada a la creu.
Va ser aprovada el 2 de gener de 2013 i publicada al DOGC el 17 de gener del mateix any amb el número 6295.